# أولاد عياد (سيدي جابر)
أولاد عياد هي إحدى مشيخات المملكة المغربية، تتبع جغرافيا لإقليم بني ملال وإداريًا لسيدي جابر. يقدر عدد سكانها بـ 23163 نسمة حسب الإحصاء الرسمي للسكان والسكنى لسنة 2004.